# José Luis Gómez García
José Luis Gómez García   (Huelva, 19 d'abril de 1940) és un actor i director teatral espanyol. També és membre de la Reial Acadèmia Espanyola.

## Biografia
Oriünd de Huelva, després de la seva formació a l'Institut d'Art Dramàtic de Westfàlia, a Bochum, i a l'escola de Jacques Lecoq, a París, a partir de 1964 realitza els seus primers treballs professionals com a actor, mim i, més tard, director de moviment als principals teatres de la República Federal d'Alemanya. Amb espectacles de creació pròpia, obres de mímica de nou encuny que canvien radicalment la idea de pantomima en voga, és convidat a festivals internacionals com els de Basilea, Berlín, Frankfurt, Praga i Zúric.
La trobada amb Jerzy Grotowski a Wroclaw, el 1971, precipita el seu retorn a Espanya, on produeix, dirigeix i actua en muntatges com Informe para una Academia, de Kafka, i Gaspar, de Peter Handke, amb els quals recorre els escenaris espanyols i llatinoamericans. La seva interpretació a La resistible ascensión de Arturo Ui, de Brecht, i el seu execrable paper protagonista a la pel·lícula Pascual Duarte. A partir d'aleshores treballa amb cineastes com Armiñán, Bollaín, Brasó, Camí, Chávarri, Gutiérrez Aragón, De la lglésia, Losey, Pilar Miró, Saura, Gonzalo Suárez i Pedro Almodóvar.
El 1978, després d'un període d'estudis a Nova York amb Lee Strasberg, assumeix la direcció del Centre Dramàtic Nacional al costat de Núria Espert i Ramón Tamayo, i dos anys més tard, la del Teatro Español. Els treballs més emblemàtics d'aquesta etapa són les posades en escena de Noces que van ser famoses del Pingajo i la Fandanga de Rodríguez Méndez, que inaugura el CDN, La vetllada a Benicarló, text original de Manuel Azaña, així com La vida és somni i Absalón de Calderón de la Barca.
La seva aparició com a actor principal a El mite d'Èdip Rei, dirigit per Stravros Doufexis, i Judici al pare de Kafka assenyala la seva tornada a l'activitat privada, interrompuda per una incursió en el teatre públic protagonitzant en el CDN Hamlet, amb direcció de José Carlos Plaza. En aquesta època dirigeix i produeix, així mateix, Bodas de sangre, de Lorca, ¡Ay, Carmela! i Lope de Aguirre, traïdor, de Sanchis Sinisterra i, de nou al CDN, Azaña, una passión española, a partir d'escrits de diversa índole d'Azaña, que més tard reprèn com a producció del Teatro de La Abadía. El 1992 dirigeix La vida es sueño al Théâtre de l'Odéon i l'any següent Carmen a l'Òpera de la Bastilla, tots dos a París.
Entre les seves intervencions en cinema més recents es poden destacar El setè dia, de Carlos Saura (2004), sobre els crims de Puerto Hurraco; Formigues en la boca de Mariano Barroso; La bona veu d'Antonio Cuadri (2005); Goya’s ghosts de Miloš Forman (2006); Teresa, el cos de Crist de Ray Loriga (2007) i Los abrazos rotos,de Pedro Almodóvar (2009).
En 2011 va ser triat per la Reial Acadèmia Espanyola per ocupar la butaca Z en substitució del difunt Francisco Ayala. Va llegir el discurs d'ingrés el 26 de gener de 2014.

## Treballs

### Direcció d'escena
| Any  | Obra                                        | Autor                             |
| ---- | ------------------------------------------- | --------------------------------- |
| 2008 | La pau perpètua                             | Juan Mayorga                      |
| 2006 | Informe per a una acadèmia                  | Franz Kafka                       |
| 2004 | El Rei es mor                               | Eugène Ionesco                    |
| 2002 | Memòria d'un oblit                          | Luis Cernuda                      |
| 2002 | Defensa de dama                             | Isabel Carmona i Joaquín Hinojosa |
| 2001 | Messies                                     | Steven Berkoff                    |
| 2000 | Baralla del rei don Pedro                   | Agustín García Calvo              |
| 1996 | Entremesos                                  | Miguel de Cervantes               |
| 1995 | Castells en l'aire                          | Fermín Total                      |
| 1995 | Retaule de l'avarícia, la luxúria i la mort | Valle-Inclán                      |

### Actor[3]
| Any  | Obra                                   | Autor                | Director                     |
| ---- | -------------------------------------- | -------------------- | ---------------------------- |
| 2010 | Final de partida                       | Samuel Beckett       | Krystian Lupa                |
| 2009 | Diari d'un poeta jovençà               |                      | Textos de Juan Ramón Jiménez |
| 2006 | Play Strindberg                        | Friedrich Dürrenmatt | Georges Lavaudant            |
| 2006 | Informe per a una acadèmia             | Franz Kafka          | José Luis Gómez              |
| 2002 | Memòria d'un oblit                     | Luis Cernuda         | José Luis Gómez              |
| 1998 | El senyor Puntila i el seu criat Matti | Bertolt Brecht       | Rosario Ruiz Rodgers         |
| 1997 | Les cadires                            | Eugène Ionesco       | Carles Alfaro                |

### Director i actor
| Any  | Obra                        | Autor                        |
| ---- | --------------------------- | ---------------------------- |
| 2006 | Informe per a una Acadèmia  | Adaptació de Franz Kafka     |
| 2002 | Memòria d'un oblit          | Sobre textos de Luis Cernuda |
| 2000 | Azaña, una passió espanyola | Sobre textos de Manuel Azaña |

## Premis i nominacions[4]

### Premis
- 1976: Premi a la interpretació masculina (Festival de Canes) per Pascual Duarte

### Nominacions
- 1976: Premi Sant Jordi de Cinematografia, millor actor espanyol per Pascual Duarte
- 1988: Goya al millor actor secundari per Remando al viento
- 1991: Goya al millor actor secundari per Beltenebros
- 2003: Goya al millor actor secundari per La luz prodigiosa
- 2010: Medalles del Cercle d'Escriptors Cinematogràfics, millor actor secundari per Tot el que tu vulguis

### Trajectòria
- Premi Nacional de Teatre (1988)
- Premi Andalusia de Cultura (1992)
- Cruz de Caballero de l'Ordre de les Arts i les Lletres, atorgada pel Ministeri de Cultura de la República Francesa (1997)
- Cruz de Caballero de l'Orde del Mèrit de la República Federal Alemanya, concedida pel President de la República Federal d'Alemanya (1997)
- Medalla d'Or del Cercle de Belles Arts (2001)
- Medalla d'Or al Mèrit en les Belles Arts del Ministeri de Cultura (2005)
- Premi de Cultura de la Comunitat de Madrid (2006)
- Premi Radio Televisió Andalusa, concedit en el Festival de Cinema Europeu de Sevilla (2007), per la seva trajectòria cinematogràfica
- Premio Ciutat de Huelva, concedit pel Festival de Cinema Iberoamericà de Huelva (2009), per la seva trajectòria cinematogràfica
- Premi José Val de l'Omar de Cinematografia i Arts Audiovisuals, concedit per la Junta d'Andalusia (2009) per la seva contribució a la interpretació al llarg de la seva carrera, a més de per la seva labor com a mestre d'actors i fundador del Teatre de l'Abadia
- Doctor honoris causa de la Universitat Complutense de Madrid, en 2011.